# منتوحتپ چهارم
منتوحُتپ چهارم واپسین فرعون دودمان یازدهم مصر است. نام او نه تنها در پاپیروس تورین وجود ندارد که در دیگر فهرست‌های پادشاهی نیز اثری از آن نیست. با این حال بر جای او در پاپیروس آسیب دیدهٔ تورین شاهی با دوره‌ای برابر با ۷ سال ذکر شده. نام منتوحتپ چهارم اما در سنگ‌نوشته‌های وادی حمامات آورده شده است. بی گمان او در دوره‌ای فرمانروایی می‌کرده که مشکلات زیاد به همراه جنگ داخلی وجود داشته.

## شواهد
نام منتوحتپ چهارم از روی سنگ‌نبشته‌های وادی حمامات که رویدادهای سفری اکتشافی را ثبت کرده‌اند، دیده می‌شود. نام او همچنین در سنگ‌نبشته دیگری که در شهر عین سوخنا - شهری در کرانه غربی دریای سرخ در جنوب تنگه سویز - پیدا شده است نیز دیده می‌شود.